# Skrattabborrtjärnen (Åsele socken, Lappland)
Skrattabborrtjärnen är en sjö i Åsele kommun i Lappland och ingår i Gideälvens huvudavrinningsområde. Sjön har en area på 0,109 kvadratkilometer och ligger 447,2 meter över havet.

## Delavrinningsområde
Skrattabborrtjärnen ingår i det delavrinningsområde (712312-159388) som SMHI kallar för Namn saknas. Medelhöjden är 371 meter över havet och ytan är 7,73 kvadratkilometer. Räknas de 16 avrinningsområdena uppströms in blir den ackumulerade arean 222,02 kvadratkilometer. Orgån (Tjesjöån) som avvattnar avrinningsområdet har biflödesordning 2, vilket innebär att vattnet flödar genom totalt 2 vattendrag innan det når havet efter 173 kilometer. Avrinningsområdet består mestadels av skog (93 procent). Avrinningsområdet har 0,11 kvadratkilometer vattenytor vilket ger det en sjöprocent på 1,4 procent.